# Jagtial
Jagtial es una ciudad y municipio situada en el distrito de Jagtial en el estado de Telangana (India). Su población es de 103930 habitantes (2011). Se encuentra a 190 km al norte de Hyderabad, la capital del estado.

## Demografía
Según el censo de 2011 la población de Jagtial era de 103930 habitantes, de los cuales 51828 eran hombres y 52102 eran mujeres. Jagtial tiene una tasa media de alfabetización del 77,05%, superior a la media estatal del 67,02%. 